# جان جورج باير
جان جورج باير هو عالم سويسري، ولد في 12 فبراير 1902 في لندن في المملكة المتحدة، وتوفي في 21 فبراير 1975 في نوشاتيل في سويسرا.